# Michael Huffington
Michael Huffington (ur. 3 września 1947 w Dallas) – amerykański polityk, członek Partii Republikańskiej.

## Działalność polityczna
W okresie od 3 stycznia 1993 do 3 stycznia 1995 przez jedną kadencję był przedstawicielem 22 okręgu wyborczego w stanie Kalifornia w Izbie Reprezentantów Stanów Zjednoczonych.

## Życie prywatne
Od 1986 do 1997 był mężem Arianny Huffington. W 1998 ogłosił, że jest osobą biseksualną i zaangażował się w działania na rzecz LGBT.